# Verpeléti Vár-hegy
Verpeléti Vár-hegy este o arie protejată (arie specială de conservare — SAC, sit de importanță comunitară — SCI) din Ungaria întinsă pe o suprafață de 8,39 ha, integral pe uscat.

## Localizare
Centrul sitului Verpeléti Vár-hegy este situat la coordonatele 47°51′39″N 20°12′28″E / 47.860833°N 20.207778°E.

## Înființare
Situl Verpeléti Vár-hegy a fost declarat sit de importanță comunitară în mai 2004 pentru a proteja 3 specii de plante și 2 specii de animale. Situl a fost protejat și ca arie specială de conservare în februarie 2010.

## Biodiversitate
Situată în ecoregiunea panonică, aria protejată conține 2 habitate naturale: Tufărișuri subcontinentale peripanonice, Pajiști stepice subpanonice.
La baza desemnării sitului se află mai multe specii protejate:
- plante (3): Echium russicum, sisinei (Pulsatilla grandis), Thlaspi jankae
- nevertebrate (2): fluturele de noapte (Eriogaster catax), Isophya costata

Pe lângă speciile protejate, pe teritoriul sitului au mai fost identificate 7 specii de plante, 1 specie de nevertebrate.